# Brett Sutton
Brett Sutton (* 16. Mai 1959) ist ein in Australien geborener Triathlon-Coach, der heute in der Schweiz lebt und arbeitet.

## Werdegang
Der Australier Brett Sutton kam durch seinen strengen und autoritären Vater, der als Schwimm-Coach arbeitete, schon früh mit dem Element Wasser in Kontakt, auch wenn er selbst kein talentierter Schwimmer war. Bereits mit 12 Jahren begann er, Schwimmunterricht zu geben und als er 14-jährig von der Schule flog, setzte er ganz aufs Schwimmen. Zuerst als Assistenz-Coach in Newcastle im Nordwesten Australiens und als 16-Jähriger wurde er bereits Head-Coach. Danach wandte er sich aber vom Schwimmen ab und dem Training von Rennhunden und Rennpferden zu.
Dann war er einige Zeit als Profiboxer aktiv. 1978 kehrte er zum Schwimmen zurück und trotz fehlender Diplome konnte er die australische Nationalmannschaft übernehmen. Brett Sutton war in seiner Heimat Australien 1999 ein Berufsverbot auferlegt worden, weil ihn ein Gericht des sexuellen Missbrauchs an einer 14-jährigen Schwimmerin in den 1980er Jahren für schuldig befunden hatte. Seit 2000 lebte Brett Sutton mit seiner Schweizer Frau  und den beiden Töchtern in Leysin und inzwischen in St. Moritz. Sein Spitzname ist „The Doc“.
2006 gründete Sutton zusammen mit Alex Bok das Triathlon-Team TBB mit 18 Spitzensportlern und führte zahlreiche Athleten zu großen Erfolgen, darunter die mehrmalige Ironman-Hawaii-Siegerin Chrissie Wellington, die Schweizerin Caroline Steffen oder die Olympiasiegerinnen Emma Snowsill und Nicola Spirig.
Er gründete 2014 gemeinsam mit Robbie Haywood und Susie Langley das Team Trisutto und leitet das Team als Head Coach. Seit November 2017 führt er in St. Moritz das Home of Triathlon und trainiert Triathleten zusammen mit Susie Langley, Robbie Haywood und Céline Schärer.

## Athleten
Brett Sutton trainierte und betreute bereits viele internationale Athleten wie z. B.:
- Stephen Bayliss
- Greg Bennett
- Hillary Biscay
- Liz Blatchford
- Hamish Carter
- Reinaldo Colucci
- Bella Comerford
- Erika Csomor
- James Cunnama
- David Dellow
- Bárbara Riveros Díaz
- Tim Don
- Mary Beth Ellis (bis 2016)
- Annie Emmerson
- Belinda Granger
- Daniel Halksworth
- Loretta Harrop
- Luke Harrop
- Mathias Hecht (2012 und 2013)
- Rina Hill
- Reto Hug
- Andrew Johns
- Brad Kahlefeldt
- Rebekah Keat
- Markus Keller
- Joanne King
- Lisbeth Kristensen
- Siri Lindley (seit 2000)[6]
- Tereza Macel
- Amy Marsh
- Chris McDonald
- Cyrille Neveu (1992 bis 1994)
- Ritchie Nicholls
- Camilla Pedersen
- Rebecca Preston (bis 2015)
- Matthew Reed
- Jan Řehula
- Diana Riesler (bis 2017)
- Peter Robertson
- Daniela Ryf (2014–2021)[7]
- Emma Snowsill
- Joseph Spindler[8]
- Nicola Spirig (seit 2006)
- Sabrina Stadelmann (bis 2022)
- Caroline Steffen (bis 2021)
- Jodie Swallow
- Matthew Trautman
- Els Visser
- Craig Walton
- Greg Welch
- Sian Welch
- Chrissie Wellington (bis 2012)
- Keegan Williams (2008–2014)
- Lucie Zelenková

## Auszeichnungen
- 2015, 2016 – Trainer des Jahres, Swiss Triathlon